# Dolomedes lafoensis
Dolomedes lafoensis är en spindelart som beskrevs av Lucien Berland 1924. Dolomedes lafoensis ingår i släktet Dolomedes och familjen vårdnätsspindlar.
Artens utbredningsområde är Nya Kaledonien. Inga underarter finns listade i Catalogue of Life.